# USS St. Louis
La USS St. Louis è una nave Classe Freedom, costruite da Marinette Marine. È la settima nave in servizio ad essere intitolata alla città di St. Louis nel Missouri.

## Costruzione

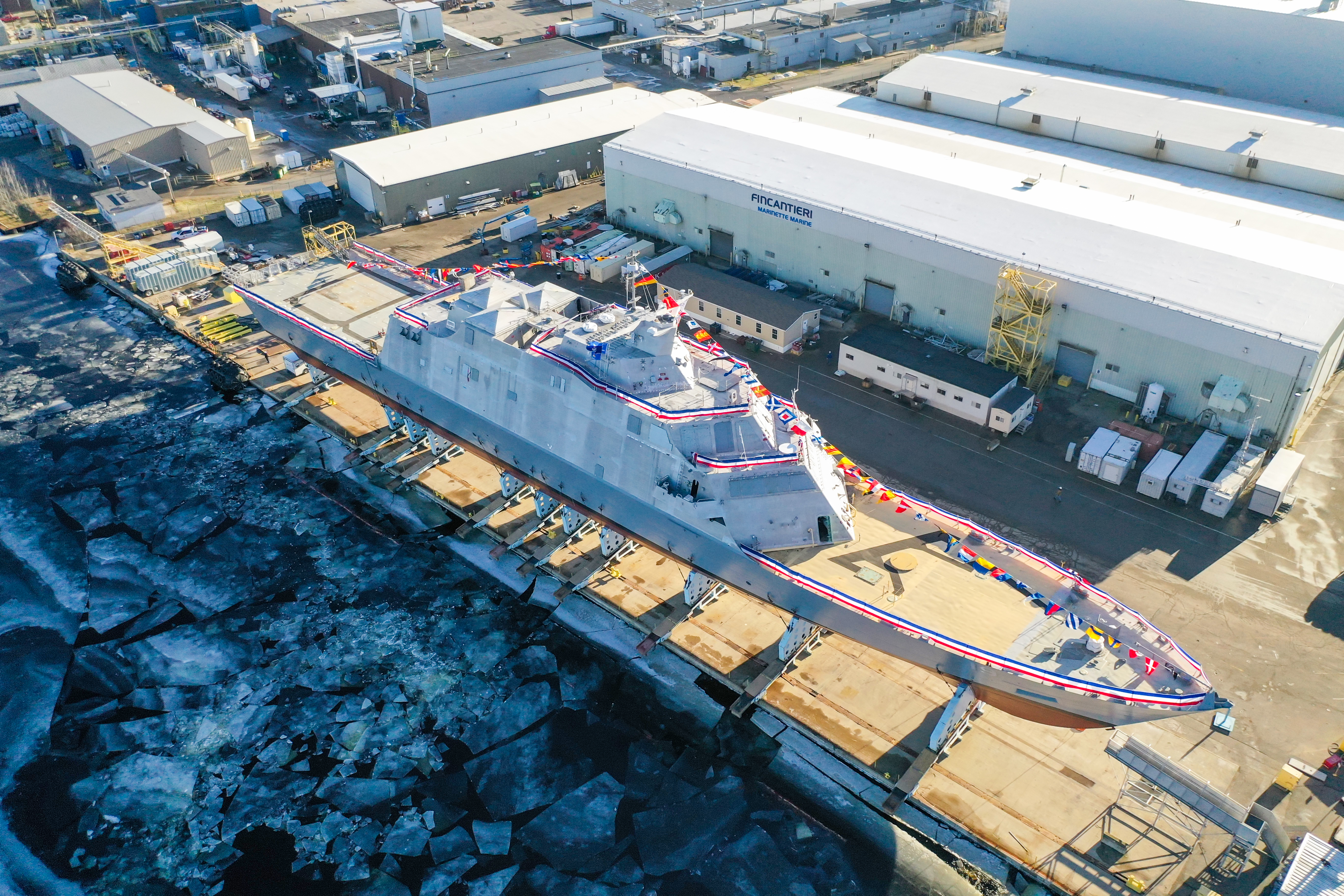
Vista aerea della USS St. Louis

Nel 2002, la Marina degli Stati Uniti ha avviato un programma per sviluppare la prima di una flotta di navi da combattimento costiere. La Marina inizialmente ordinò due navi monoscafo dalla Lockheed Martin, che divenne nota come le navi da combattimento litoranee di classe Freedom dopo la consegna della prima nave della classe: la USS Freedom. Le navi da combattimento costiere della US Navy con numero dispari sono costruite utilizzando il design del monoscafo di classe Freedom, mentre le navi con numero pari si basano su un design concorrente, la nave da combattimento litoranea di classe Independence con scafo trimarano di General Dynamics. L'ordine iniziale delle navi da combattimento costiere prevedeva un totale di quattro navi, di cui due della classe Freedom.
La USS St. Louis include ulteriori miglioramenti della stabilità rispetto al design Freedom originale; lo specchio di poppa è stato allungato per collocare serbatoi di galleggiamento che aumentano il servizio di peso e migliorano la stabilità. La nave sarà inoltre dotata di sensori automatizzati per consentire la "manutenzione basata sulle condizioni" e ridurre il lavoro dell'equipaggio riscontrato con l'impiego della USS Freedom durante il suo primo schieramento.
La USS St. Louis è stata costruita a Marinette, nel Wisconsin da Marinette Marine. La nave è stata varata il 15 dicembre 2018. È entrata in servizio l'8 agosto 2020 ed è assegnata al Littoral Combat Ship Squadron Two.